# Øystein Aarseth
Øystein Aarseth (Egersund, 22 maart 1968 - Oslo, 10 augustus 1993), beter bekend als Euronymous, was een Noors blackmetalartiest. Hij was de gitarist en bandleider van blackmetalband Mayhem. Hij was de oprichter van Deathlike Silence Productions, een van de eerste labels voor blackmetalbands. Daarnaast was hij de eigenaar van muziekwinkel Helvete (Noors voor 'hel').

## Carrière
Aarseth vormde Mayhem rond 1983. Toentertijd ging hij nog onder het pseudoniem Destructor, maar bij het vormen van Mayhem veranderde hij dit in Euronymous. Deze naam komt van een nummer van Hellhammer, alhoewel het verkeerd gespeld is. Het eigenlijke woord zou Eurynomos zijn. Het is trouwens niet Aarseth die deze fout maakte, maar Hellhammer zelf. In de late jaren 1980 had hij Mayhem omgevormd tot een satanische band. Hij hing echter niet het atheïstische modern satanisme aan van Aleister Crowley en Anton Szandor LaVey, maar een vorm van theïstisch satanisme aan waarbij alles wat slecht was, werd goedgekeurd. Hij keurde bijvoorbeeld dingen als verkrachting en moord goed, puur en alleen omdat dat slecht is. Kortom: alles wat de christelijke kerk en de Bijbel verbood, keurde hij wel goed. Aarseth is dan ook de oprichter van de Black Metal Inner Circle.
Vervolgens opende hij een winkel, Helvete, en startte hij zijn eigen platenmaatschappij op, die hij Deathlike Silence Productions noemde. Toen Dead, de zanger van Mayhem, zelfmoord pleegde, ontdekte Aarseth dit als eerste. Hij fotografeerde Deads lijk; een van deze foto's eindigde op de cover van de Dawn of the Black Hearts-bootleg.

### Dood
Aarseth werd in 1993 vermoord door Varg Vikernes, in Aarseths flat in Oslo. Volgens officiële berichten stak Varg hem 23 keer: tweemaal in het hoofd, vijfmaal in de nek, en zestienmaal in de rug. Varg houdt echter nog steeds vol dat de meeste verwondingen ontstaan waren toen Aarseth op gebroken glas viel op het moment dat hij voor Varg vluchtte. Over het motief is veel gespeculeerd. Varg beweert te hebben gehandeld uit zelfverdediging.
- Bibsys: 3002377
- International Standard Name Identifier: 0000 0004 0660 0445
- KulturNav: a0207a14-bba9-4d62-bfef-899c4c180f90
- MusicBrainz: 5d9313c9-3ce4-49d7-8f53-3f9e44812765
- Virtual International Authority File: 9905149368866985980006